# I Walk the Line (nummer)
I Walk the Line is een nummer van de Amerikaanse countryzanger Johnny Cash. Het nummer verscheen voor het eerst op zijn debuutalbum With His Hot and Blue Guitar uit 1957. Op 1 mei 1956 werd het nummer al uitgebracht als single.

## Achtergrond
De akkoorden van het nummer werden geïnspireerd door het achteruit afspelen van de taperecorder waarop Cash zijn gitaarspel had opgenomen. In een telefooninterview vertelde hij: "Ik heb het nummer in 1956 in een avond geschreven, backstage in Gladewater, Texas. Ik was destijds net getrouwd, en volgens mij schreef ik over mijn belofte van toewijding." Nadat hij het nummer schreef, discussieerde hij erover met Carl Perkins, die hem overtuigde om "I Walk the Line" als titel te gebruiken. Oorspronkelijk was het nummer een rustige ballad, maar producer Sam Phillips wilde graag een sneller arrangement.
"I Walk the Line" werd de eerste nummer 1-hit van Cash, alhoewel deze positie alleen in de countrylijst bereikt werd. In 1970 werd de titel van het nummer gebruikt als titel voor de gelijknamige film.
Cash nam het nummer vier keer opnieuw op; dit gebeurde voor het album I Walk the Line uit 1964, het livealbum At San Quentin uit 1969, de soundtrack van de film I Walk the Line en het album Classic Cash: Hall of Fame Series uit 1988. Het nummer werd door de Rock and Roll Hall of Fame opgenomen in de lijst "Songs That Shaped Rock and Roll". In 2004 plaatste het tijdschrift Rolling Stone het nummer op de dertigste plaats in hun lijst The 500 Greatest Songs of All Time. In 2014 zette het tijdschrift het nummer tevens op de eerste plaats van de 100 beste countrynummers aller tijden.
Diverse bekende artiesten hebben het nummer gecoverd, waaronder The Everly Brothers, Dolly Parton, Glen Campbell, Rodney Crowell (de voormalige schoonzoon van Cash in duet met Cash), Jaye P. Morgan, Live en Halsey. Voormalig atleet Tapio Rautavaara maakte een Finse versie van het nummer onder de naam "Yölinjalla". De meest succesvolle cover staat op naam van house-DJ Laurent Wolf, die het nummer in 2009 uitbracht onder de naam "Walk the Line Remix". Hij behaalde hiermee de achtste plaats in de Franse hitlijsten, de achttiende plaats in Vlaanderen en de 23e positie in Wallonië. In Nederland stond het nummer twee weken in de Single Top 100, met een 83e plaats als hoogste notering, en stond het vijf weken in de Tipparade.

## Hitnoteringen

### NPO Radio 2 Top 2000
| Nummer met noteringen in de NPO Radio 2 Top 2000 | '16 | '17 | '18 | '19 | '20 | '21 | '22 | '23 | '24 |
| ------------------------------------------------ | --- | --- | --- | --- | --- | --- | --- | --- | --- |
| I Walk the Line                                  | 435 | 426 | 329 | 307 | 402 | 424 | 511 | 543 | 612 |

1. ↑  Een vetgedrukt getal geeft de hoogste notering aan.
2. ↑  2016 was het eerste jaar met een notering voor dit nummer.

### Evergreen Top 1000
| Evergreen Top 1000 "I Walk The Line" | Evergreen Top 1000 "I Walk The Line" | Evergreen Top 1000 "I Walk The Line" | Evergreen Top 1000 "I Walk The Line" | Evergreen Top 1000 "I Walk The Line" | Evergreen Top 1000 "I Walk The Line" | Evergreen Top 1000 "I Walk The Line" | Evergreen Top 1000 "I Walk The Line" | Evergreen Top 1000 "I Walk The Line" | Evergreen Top 1000 "I Walk The Line" | Evergreen Top 1000 "I Walk The Line" | Evergreen Top 1000 "I Walk The Line" | Evergreen Top 1000 "I Walk The Line" | Evergreen Top 1000 "I Walk The Line" | Evergreen Top 1000 "I Walk The Line" | Evergreen Top 1000 "I Walk The Line" | Evergreen Top 1000 "I Walk The Line" |
| Jaar                                 | 2008                                 | 2009                                 | 2010                                 | 2011                                 | 2012                                 | 2013                                 | 2014                                 | 2015                                 | 2016                                 | 2017                                 | 2018                                 | 2019                                 | 2020                                 | 2021                                 | 2022                                 | 2023                                 |
| ------------------------------------ | ------------------------------------ | ------------------------------------ | ------------------------------------ | ------------------------------------ | ------------------------------------ | ------------------------------------ | ------------------------------------ | ------------------------------------ | ------------------------------------ | ------------------------------------ | ------------------------------------ | ------------------------------------ | ------------------------------------ | ------------------------------------ | ------------------------------------ | ------------------------------------ |
| Positie                              | 310                                  | -                                    | -                                    | -                                    | -                                    | 215                                  | 190                                  | 134                                  | 184                                  | 151                                  | 172                                  | 201                                  | 210                                  | 226                                  | 236                                  | 378                                  |